# Huautla, Hidalgo
Huautla är en ort i Mexiko.   Den ligger i kommunen Huautla och delstaten Hidalgo, i den sydöstra delen av landet, 200 km norr om huvudstaden Mexico City. Huautla ligger 521 meter över havet och antalet invånare är 3 407.
Terrängen runt Huautla är huvudsakligen lite kuperad. Huautla ligger uppe på en höjd. Runt Huautla är det ganska tätbefolkat, med 96 invånare per kvadratkilometer. Närmaste större samhälle är Huejutla de Reyes, 18,3 km nordväst om Huautla. Omgivningarna runt Huautla är en mosaik av jordbruksmark och naturlig växtlighet.